# Louis du Faur de Satillieu
Pour les articles homonymes, voir Faur et Dufaur.
Louis du Faure de Satillieu, marquis de Saint-Silvestre, mort en février 1719, est un militaire français.

## Biographie
Le 25 juillet 1666, Louis du Faure de Satillieu est aide-major au régiment de cavalerie de Marins. Lieutenant de la mestre de camp de ce régiment, il sert aux sièges de Tournai, de Douai, et de Lille.
Il obtient une compagnie dans le régiment de Choiseul par commission du 1er novembre 1667 et sert en Flandre en 1668. Sa compagnie étant réformée le 24 mai, un ordre du 26 le met capitaine réformé à la suite du régiment du Dauphin.
Le 6 juillet 1671, il lève une nouvelle compagnie incorporée par ordre du 9 août dans le régiment de Paulmy. Il sert en 1672 à tous les sièges que fait le prince de Condé,  passe l’hiver dans la province d’Utreck, contribue à la levée du siège de Voerden, à la prise de Bodegrave, et revient avec M. de Luxembourg sous Maastricht après sa prise en 1673.
Mestre de camp d’un régiment de cavalerie qu’il lève par commission du 1er mars 1674, il combat, sous M. de Turenne, à Sintzeim, à Entsheim, à Mulhausen, à Turkeim le 16 janvier 1675. Continuant à servir l’armée d’Allemagne, il combat à Altenheim après la mort du maréchal de Turenne : concourt, sous le prince de Condé à faire lever les sièges d’Haguenau et de Saverne.
En 1676, il se trouve au combat de Kokesberg sous le duc de Luxembourg. En Allemagne, sous le maréchal de Créqui, il est à la canonnade du camp du prince Charles de Lorraine, à la défaite du prince de Saxe, au siège de Fribourg ; au combat de Rhinfeld, à l’attaque des retranchements de Seckingen, à la prise du fort de Kell et du château de Lichtemberg en 1678, au combat de Minden en 1679. Son régiment est réformé le 8 août et par ordre du 15, sa compagnie conservée est incorporée au régiment Dauphin. 
Par commission du 22 octobre 1679, il est créé inspecteur général de la cavalerie et des dragons.
En 1681, il exerce les fonctions de maréchal des logis du camp de M. le comte de Montberon en Flandre. Il est créé brigadier de cavalerie par brevet du 26 novembre. Il rétablit son régiment par lettres du 1er janvier 1682, sert cette année au camp de la Sarre, sous M. de Boufflers, au camp sur l’Escaut en 1683, à l’armée qui couvre le siège de Luxembourg en 1684, au camp de la Saône, sous le marquis de la Trousse, en 1685, au camp de l’Adour en Guyenne par lettres du 9 avril 1688, en Guyenne sous le maréchal de Lorges par lettres du 30 avril 1689.
Maréchal de camp par brevet du 1689, il se démet de son régiment. Employé à l’armée de Piémont sous M. de Catinat par lettres du 19 avril, il met en désordre 300 barbets qui s’étaient présentés devant le fort de Luzerne qu’il pourvoit de toutes espèces de munitions. Quelques jours après, il repousse jusque dans les retranchements de Carignan 1 000 hommes qui en étaient sortis pour troubler un fourrage. Il délivre M. de Sailly colonel de dragons enveloppé dans Brigueras, marche ensuite au secours de M. de Feuqières, contribue à la belle retraite de Luzerne à Pignerol, le marquis de Saint-Silvestre assurant l’arrière-garde, attaqué en flanc et en queue ne put être entamé.
Il se distingue à la bataille de Staffarde, sert au siège de Suze et va commander en Provence pendant l’hiver. Employé à la même armée en 1691, il sert au siège de Carmagnoles, conduit un détachement de 2500 chevaux au camp devant Coni, dont il trouve le siège abandonné par M. de Bulonde. Les ennemis s’avançant près de Carignan au mois de septembre, il se saisit de tous les postes qui coupaient les fourrages et la communication avec Carmagnole, Savillan et Raconis, ce qui oblige les ennemis à repasser le Pô. Il sert au mois de décembre au siège de la citadelle de Montmélian où il pense être tué et se rend dans la Bresse et le Bugey où il devait commander pendant l’hiver par ordre du 22 octobre précédent.
Employé dans la même armée en 1692, qui se tient sur la défensive, il retourne en Bresse commander pendant l’hiver par ordre du 30 octobre. Il obtient le gouvernement de Briançon par ordre du 27 mars 1693 et le grade de lieutenant général par pouvoir du 30. Employé à l’armée de Catalogne sous le maréchal de Noailles par lettres du 27 avril, il sert au siège et à la prise de Rozès, au combat de Ter, aux sièges de Palamos, de Gironne, d’Ostalric, de Castelsollit, au secours d’Ostalric que les Espagnols voulaient reprendre en 1694.
Il ravitaille Ostalric en mai 1695, fait entre un convoi considérable dans Castelsollit après avoir battu les troupes qui voulaient s’y opposer. Par lettre du 8 juin, il passe à l’armée d’Italie qui n’entreprend rien, puis cesse de servir.